# 帖木儿 (雪你惕部)
帖木儿（蒙古语：Temür）是13世纪初蒙古帝国的千户长，出自雪尼惕部。《元朝秘史》等汉文史料中记作帖木儿，波斯文史料《史集》等记作تيمور（tīmūr）。
《史集》中提及，帖木儿是雪尼惕部的“那可儿”之一，其弟是在孛兒帖斡耳朵效力的额勒·帖木儿·宝儿赤（燕·帖木儿·宝儿赤）。燕帖木儿·宝儿赤是成吉思汗直属“亲卫千人队”中的百户长，担任宝儿赤（司膳官）一职。
《元朝秘史》记载的成吉思汗即位时功臣表中，第61位名为帖木儿，有学者推测此人可能与《史集·雪尼惕部族志》中记载的帖木儿为同一人。
《世界征服者史》等史料提到，贵由去世时，哈拉和林的总管帖木儿·那颜，作为窝阔台家族的代理人，被海迷失后派往拔都主持的忽里勒台大会。那珂通世认为此帖木儿·那颜与上述帖木儿为同一人，但村上正二指出两者年代可能相隔较远人。